# Macédoine au Concours Eurovision de la chanson 2013
La Macédoine est l'un des trente-neuf pays participants du Concours Eurovision de la chanson 2013, qui se déroule à Malmö en Suède. Le pays représenté par les chanteurs Esma et Vlatko et leur chanson Pred da se razdeni, est annoncée le 15 mars 2013.

## Sélection
Le 29 décembre 2012, la MRT a annoncé qu'elle avait sélectionné en interne Esma Redžepova et Vlatko Lozanoski pour représenter la Macédoine à Malmö[4]. Les deux chanteurs avaient déjà tenté de représenter la Macédoine au Concours Eurovision de la chanson en participant à plusieurs reprises aux sélections finales nationales du pays.
Le 19 février 2013, il a été annoncé qu'Esma et Lozano interpréteraient la chanson "Imperija" lors du Concours Eurovision de la chanson 2013[5]. "Imperija" a été présenté au public lors d'une émission spéciale animée par Dimitar Atanasovski, qui a eu lieu le 27 février 2013 et a été diffusée sur MRT 1 et MRT Sat. Outre la présentation de la participation d'Esma et Lozano à l'Eurovision 2013, l'émission a proposé des interprétations de chansons de leur répertoire et une prestation en tant qu'invité du représentant macédonien à l'Eurovision 2012, Kaliopi.[6] " Imperija " a été composé par Simeon Atanasov avec des paroles écrites par Borče Nečovski, et a été sélectionné parmi plusieurs propositions de compositeurs connus invités par MRT.[7][8] Une version anglaise a également été enregistrée sous le titre " If I Could Change the World ".[9]   

### Changement de chanson
Le 8 mars 2013, plusieurs médias macédoniens ont annoncé que " Imperija " serait retirée du Concours Eurovision de la chanson et remplacée par une nouvelle chanson écrite par Darko Dimitrov, Lazar Cvetkovski et Simeon Atanasov en raison des réactions négatives du public, notamment en ce qui concerne la vidéo musicale qui aurait glorifié le projet de construction Skopje 2014 soutenu par le gouvernement[10][11][12]. [La nouvelle chanson, "Pred da se razdeni", a été présentée au public le 15 mars 2013 lors du journal télévisé du soir de la MRT, Dnevnik. "Pred da se razdeni" a été composée par Darko Dimitrov, Lazar Cvetkovski et Simeon Atanasov, et les paroles ont été écrites par Magdalena Cvetkoska[13][14].

## À l'Eurovision
La Macédoine participa à la deuxième demi-finale, le 16 mai 2013. Y arrivant 16e avec 28 points, le pays échoue à se qualifier pour la finale du 18 mai 2013.